# 伯尼特 (德克薩斯州)
伯尼特（英語：Burnet）是一個位於美國德克薩斯州伯尼特縣的城市。根據2010年美國人口普查，該地共人口5987人，而該地的面積約為26.30平方千米。同時該地也是伯尼特縣的縣治。

## 地理
伯尼特的座標為30°45′32″N 98°13′35″W / 30.75889°N 98.22639°W，而該地的平均海拔高度為392米（即1286英尺）。